# Deathgaze
Deathgaze (яп. デスゲイズ, укр. «Смертельний погляд») — японський музичний гурт з міста Нагоя, що грає в стилі альтернативний метал. В роки активності — один із лідерів сучасного Nagoya kei.
Головним композитором і автором текстів гурту є вокаліст Аі, він також відповідає за художнє оформлення їхніх компакт-дисків.
З 2003 по 2007 рік група також виступала під сесійною назвою Knohhoso (яп. 野っ細), виконуючи кавер-версії пісень старих і популярних японських рок-гуртів. У Knohhoso також був вокал Аі.

## Історія
Після розпаду гурту Berry вокаліст Хадзукі та драммер Наокі об'єдналися з басистом Аі та гітаристом Канною для створення нового гурту. Так народився проєкт Deathgaze (яп. デスゲイズ). Вони випустили демопісню Licht saule (Rihitozoire) на CD для журналу Hev'n. Після виходу першого синглу, на початку 2004 року, гітарист Канна залишив гурт заради Puppet Mammy і був замінений гітаристом Наото, а вокаліст Хадзукі продовжив кар'єру в гурті lynch.
Вже наприкінці 2004 року вокаліста Хадзукі замінив Со, за його участі були випущені сингли DOWNER і CHAOS, а у 2006 альбом genocide and mass murder, а також протягом цього часу колектив грав під ім'ям Knohhoso (野細), роблячи кавер-версії старих популярних джей-рок пісень. Музиканти дали два виступи: у листопаді — у Токіо, а у грудні — у Нагої. Перший виступ пройшов гладко, другий у досить депресивній атмосфері — вокаліст Со не з'явився на концерт. Через тиждень він написав у своєму блозі вибачення, пояснивши своє рішення піти майбутнім весіллям та грошовою кризою. Проте Deathgaze не збиралися розпадатися чи брати перерву. У січні 2007 року відбувся спільний тур із групою Girugamesh («girugaze and deathgamesh battlerock tour») у Токіо та Нагої.
19 листопада 2007 року новим голосом Deathgaze став їхній басист — Аі, якому вже не раз доводилося виступати в цій ролі за всю історію гурту. Deathgaze оголосили, що випустять 3 нових сингли з січня по березень, кожен з яких включатиме як мінімум одну нову пісню і пару старих, але переспіваних Аі. У березні 2008 року до групи приєднався басист Коске. Менше ніж через рік гурт у цьому складі випустив новий альбом AWAKE-evoke the urge-. 26 квітня 2009 року Наото залишив Deathgaze, мотивуючи причинами особистого характеру. Також Наото сказав, що не виключається можливість його повернення до групи. 18 листопада 2009 року вийшов сингл «BLOOD», що містив дві пісні — «PV» і «Making Of».
20 листопада 2009 року Такакі став офіційним гітаристом Deathgaze.
23 березня 2013 року Deathgaze оголосили, що вони виступатимуть на концертах по всій Європі під час свого європейського туру на честь свого 10-річчя. Тур включав такі міста, як Париж, Вроцлав, Гамбург, Відень тощо.
2 жовтня 2014 року гурт офіційно оголосив про перерву на невизначений термін і припинив свою діяльність на решту року. Пізніше кожен учасник займався власними проєктами. Аі розпочав власний сольний проєкт «AI» і зараз входить до групи DARRELL. Такакі приєднався до ORCALADE, а Коске приєднався до Unveil Raze, поки вони не вступили в перерву. Наокі заснував групу DEXCORE, але зрештою пішов з неї через «розбіжність у поглядах».
4 серпня 2023 року гурт возз'єднався для живого студійного виступу з піснею «Blood», яка була оприлюднена на Youtube-каналі барабанщика Наокі, а пізніше організував концерти в Нагої на честь свого 20-річчя.
Останній концерт в межах реюніона на честь 20-річчя гурту відбувся в ніч з 22 на 23 грудня 2023 року в ElectricLadyLand в Нагої.

## Жанр і образ
Гурт є одним із найяскравіших представників нагоя кей, але при цьому учасники не використовують будь-яких яскравих чи екстраординарних костюмів, а лише щільний шар гриму, який став фактично їхньою візитною карткою. Аі так пояснював причину використання гриму:
«Хотілося чогось божевільного. Можливо, чогось нелюдського, чогось на зразок привидів чи Франкенштейна, а не просто Visual Kei. І ми продовжуємо розпочате, бо вважаємо, що це чудово. І якщо хтось скаже нам „Цей макіяж вже давно застарів“, а ми всі порахуємо, що це того варте, значить воно насправді так. А якщо ми вирішимо, що він застарів, то скінчимо з цим. Хоча ми зайшли вже надто далеко, щоб просто так закінчити…»
У музичному плані гурт поєднує альтернативний метал, дез-метал, при цьому більшість композицій пишуться у напрямку альтернативного металу, решта композицій на альбомах зазвичай записана як простий грув-метал. Але починаючи з альбому *AWAKE-evoke the urge- учасники почали більше експериментувати зі звуком, додаючи більше різноманітності ритмів та вокалу.

## Склад
- Аі [鐚依 або 藍] — вокал (2008—2014), бас-гітара (2003—2007)
- Такаки [貴樹] — гітара (2009—2014)
- Косукэ [孝介] — бас-гітара (2007—2014)
- Наоки [直樹] — ударні (2003—2014)

### Колишні учасники
- Хадзуки [葉月] (2003—2004) — вокал (тепер в lynch.)
- Канна [柑那] (2003) — гітара
- Со: [宗] (2004—2006) — вокал
- Наото [直人] (2003—2009) — гітара

## Дискографія

### Студійні альбоми
- genocide and mass murder (16.07.2006)
- AWAKE-evoke the urge- (10.12.2008)
- THE CONTINUATION (09.09.2009)Збірник старих пісень гурту, переспіваних Аі
- BLISS OUT (2010.12.08)Вийшов у двох виданнях, друге видання містить додатковий диск із переграними старими піснями
- CREATURE (2012.04.04)
- DECADE (2013.07.03)
- ENIGMA (2014.07.23)

### Сингли
- 「294036224052」 (22.02.2004)
- CHAOS (05.02.2005)
- CHAOS Vol.2 (17.08.2005)
- DOWNER (11.11.2005)
- 会場限定 (01.04.2006)
- insult kiss me (23.01.2008)
- DEAREST (20.02.2008)
- I'm broken baby (19.03.2008)
- abyss (24.07.2008)
- BLOOD (18.11.2009)
- SORROW (26.05.2010)
- SILENCE/THE END (07.05.2011)
- USELESS SUN (02.11.2011)
- DEAD BLAZE (21.11.2012)
- ALLURE (22.05.2013)
- THE UNDERWORLD (2013.12.18)

### PV
- FAZE HUMAN. RAZE HUMAN.
- abyss
- BLOOD
- SORROW
- SILENCE/THE ENDДві пісні об'єднані в один кліп
- USELESS SUN
- RING THE DEATH KNELL
- DEAD BLAZE
- ALLURE

### DVD
- appendage to AWAKE-ewoke the urge-abyss PV & 2008 Tour vol.1 offshot (2008)
- BLOODY ALL LOVERS (2010)
- PREMIUM NIGHT BLISS OUT MIND — FROM THE END — (2011)